# Карпенко, Евгений Васильевич
Евгений Васильевич Карпенко (9 августа 1980 — 27 августа 2023) — российский военнослужащий, Герой Российской Федерации (2023, посмертно).

## Биография
Евгений Васильевич Карпенко родился 9 августа 1980 года в селе Кидыш Уйского района Челябинской области.
С 1986 по 1995 годы учился в Кидышевской средней школе, после переехал в Екатеринбург.
В 1998 году призван на срочную службу. Отслужил два года в войсках специального назначения Главного Управления Генерального штаба Министерства обороны РФ, демобилизовавшись в звании ефрейтора. После окончания службы вернулся в Екатеринбург, где в течение 15 лет работал телохранителем, затем в строительной компании.
В сентябре 2022 года был мобилизован и направлен в 3-ю отдельную гвардейскую бригаду специального назначения. Принимал участие в российском вторжении на Украину. Погиб в бою 27 августа 2023 года.
Похоронен на Новом Северном кладбище на Режевском тракте (Свердловская область, Берёзовский).

## Награды
- Указом Президента России Владимира Путина от 16 декабря 2023 г., за «за мужество и героизм, проявленные при исполнении воинского долга» удостоен звания Героя Российской Федерации посмертно[7][8].
- Медаль '«За отвагу»' (28.10.2022)[3].

## Общественные почести
- В феврале 2024 года в Уйском районе открыли мемориальную доску памяти Карпенко[9]
- 15 июня 2024 года, на территории 3-й отдельной гвардейской бригады специального назначения ГРУ (г. Тольятти), открыли бюст Карпенко[10][11]